# Ourlet (couture)
Pour les articles homonymes, voir ourlet.

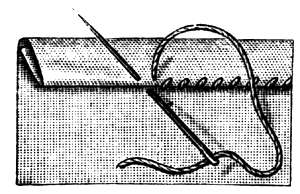
Ourlet double fait à l'aiguille.

L’ourlet est le bord inférieur d'un vêtement (manches, pantalons, jupes). Il se réalise en cousant le tissu après l'avoir replié sur lui-même à l'intérieur du vêtement.
- L’ourlet simple
- Les ourlets à deux remplis : l’ourlet jean (1 cm), l’ourlet mouchoir (0,5 cm), l’ourlet mouche (0,2 cm).
- Le revers.
- L’ourlet revers anglais.
- L’ourlet roulé (ou roulotté).
- L’ourlet invisible.
- L’ourlet rapporté (ou « faux ourlet »).
- L'ourlet inversé.
- Le demi-revers.
- L'ourlet fendu.

En l'absence d'ourlet (coupe directe aux ciseaux), on parle de « bord franc ».